# Liste der Monuments historiques in Champeaux (Ille-et-Vilaine)
Die Liste der Monuments historiques in Champeaux (Ille-et-Vilaine) führt die Monuments historiques in der französischen Gemeinde Champeaux auf.

## Liste der Bauwerke
| Bezeichnung | Beschreibung | Standort | Kennzeichnung | Schutzstatus | Datum | Bild           |
| --- | ------------ | -------- | ------------- | ------------ | ----- | -------------- |
| Ehemalige Stiftskirche Ste-Marie-Madeleine mit den Fenstern: Kreuzigung, Martyrium der heiligen Barbara, Opferung Isaaks und Pfingstfenster |              | (Lage)   | PA00090517    | Classé       | 1910  | weitere Bilder |
| Château de l’Espinay | Schloss      | (Lage)   | PA00090518    | Classé       | 1946  |                |
| Menhir de la Haute-Pierre |              | (Lage)   | PA00090519    | Inscrit      | 1980  | weitere Bilder |

## Liste der Objekte

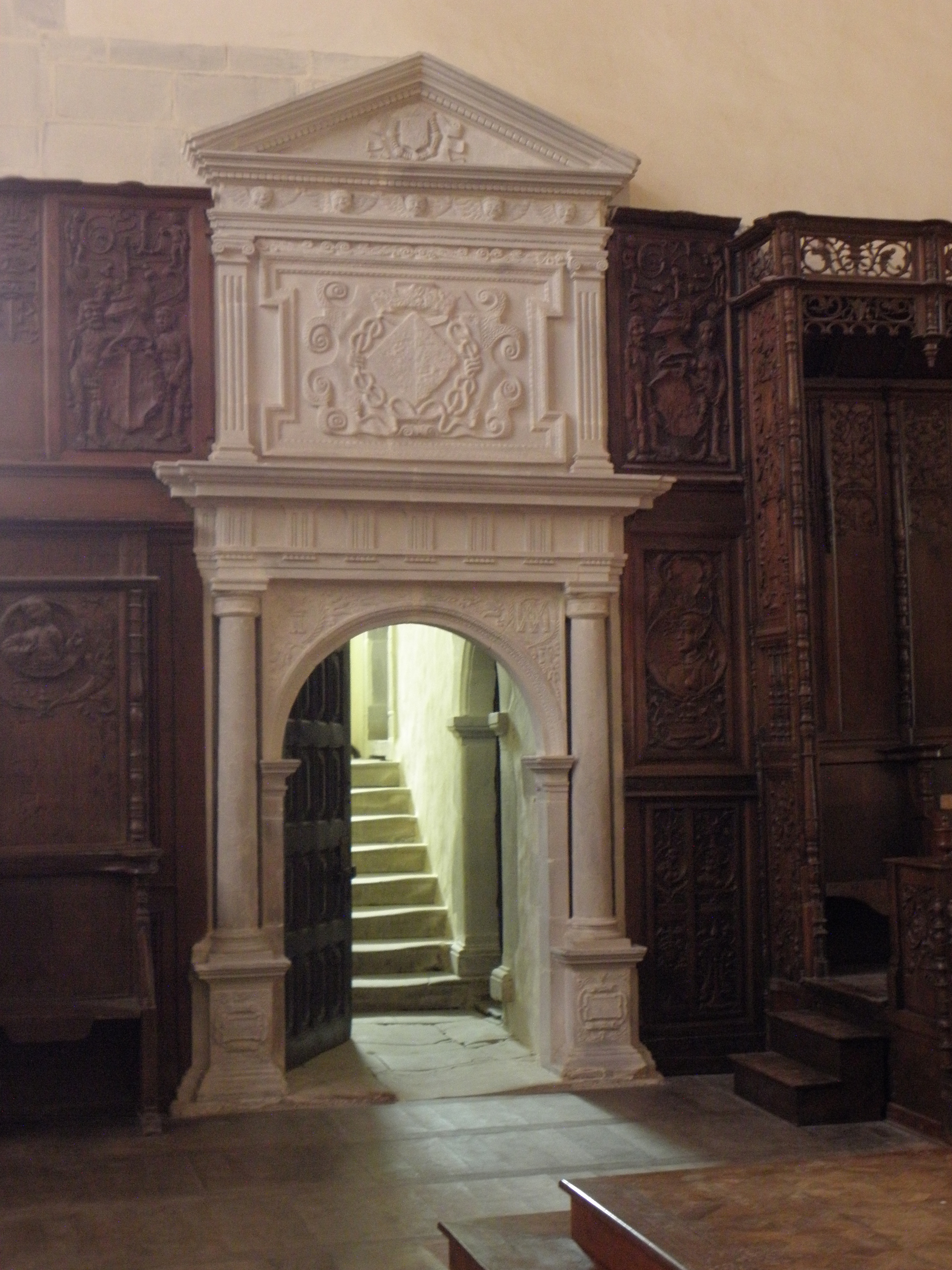
Tür zur Sakristei in der Kirche Ste-Marie-Madeleine aus dem Jahr 1524

- Monuments historiques (Objekte) in Champeaux (Ille-et-Vilaine) in der Base Palissy des französischen Kultusministeriums